# Hoofdklasse (zaalkorfbal) 2022/23
De Hoofdklasse (zaalkorfbal) 2022/23 is de 18e editie van de Hoofdklasse Zaalkorfbal.
De Hoofdklasse Zaalkorfbal is de op twee na hoogste zaalkorfbalcompetitie van het Nederlandse zaalkorfbal.
Door de introductie van de nieuwe Korfbal League 2 is de promotieregeling in de Hoofdklasse veranderd. Er zullen vanaf dit seizoen geen play-off's meer worden gespeeld in de hoofdklasse. In plaats hiervan zullen de kampioenen van bede poules promoveren naar de Korfbal League 2.Hierdoor zal er ook geen algemeen hoofklasse kampioen worden uitgeroepen.
De degradatieregeling verandert niet de nummer 7 en 8 van beide poules degraderen naar de Overgangsklasse.

## Seizoen

### Hoofdklasse A (HKA)
| # | team          | gs | pt |                                    |
| - | ------------- | -- | -- | ---------------------------------- |
| 1 | Mid-Fryslân   | 14 | 22 | Promotie naar de Korfbal League 2  |
| 2 | Wageningen    | 14 | 20 |                                    |
| 3 | SDO           | 14 | 19 |                                    |
| 4 | KVS           | 14 | 15 |                                    |
| 5 | De Meervogels | 14 | 13 |                                    |
| 6 | Nic.          | 14 | 11 |                                    |
| 7 | AVO           | 14 | 6  | Degradatie naar de Overgangsklasse |
| 8 | Sparta (Zw)   | 14 | 6  | Degradatie naar de Overgangsklasse |

### Hoofdklasse B (HKB)[2]
| # | team        | gs | pt |                                    |
| - | ----------- | -- | -- | ---------------------------------- |
| 1 | Avanti      | 14 | 24 | Promotie naar de Korfbal League 2  |
| 2 | DOS (W)     | 14 | 24 |                                    |
| 3 | GKV         | 14 | 18 |                                    |
| 4 | Swift (M)   | 14 | 15 |                                    |
| 5 | Nieuwerkerk | 14 | 13 |                                    |
| 6 | De Meeuwen  | 14 | 10 |                                    |
| 7 | ODIK        | 14 | 5  | Degradatie naar de Overgangsklasse |
| 8 | Pernix      | 14 | 3  | Degradatie naar de Overgangsklasse |